# Abdul-Karim Mousavi Ardebili
Abdul-Karim Moussavi Ardebili (; persan : عبدالکریم موسوی اردبیلی), né le 28 janvier 1926 à Ardabil et mort le 23 novembre 2016 à Téhéran, est un religieux, marja du chiisme et homme politique iranien.

## Biographie

### Fonctions religieuses
Abdul-Karim est né à Ardabil en 1926. Son père est un mollah et sa mère meurt lorsqu'il était enfant. En 1943, il commence ses études au séminaire de Qom, où il a pour maîtres certains marjas tels que le grand ayatollah Kazem Haeeri et Mohammad-Reza Golpayegani. Il part à Najaf en 1946, poursuit ses études sur l'Islam et la religion et est fondateur de l’université de Mufid.

### Activité politique
Abdul-Karim Mousavi Ardebili est partisan de Rouhollah Khomeini et également son ami. Après la révolution iranienne, il devient membre du Parti de la république islamique fondé en 1979. En juin 1980, il devient procureur général d'Iran. Après l'assassinat de Mohammad Beheshti, Khomeini le nomme chef du système judiciaire. À ce titre, il fait partie à deux reprises du triumvirat, formé avec le président du Parlement et le Premier ministre, qui assure provisoirement les fonctions de président de la République en 1981, une première fois après la destitution d'Abolhassan Bani Sadr, une seconde fois après l'assassinat de Mohammad Ali Rajai.

### Dernières années
Après la mort de Khomeini, il démissionne de ses fonctions et se retire à Qom. Admis à l’hôpital de Laleh à Téhéran, il meurt le 23 novembre 2016 à l'âge de 90 ans

### Vie privée
Ardebili s'est marié deux fois et est père de dix enfants.